# Anthophora humilis
Anthophora humilis är en biart som beskrevs av Maximilian Spinola 1838. Den ingår i släktet pälsbin och familjen långtungebin. Inga underarter finns listade i Catalogue of Life.

## Beskrivning
Endast honan har beskrivits.
Hennes grundfärg är svart, men med blekgula markeringar i ansiktet, som dessutom är klätt med gråvit behåring. Mellankroppen har grå päls, blandad med svarta hår. Den första tergiten (segmenten på bakkroppens ovansida) har upprätt, vitaktig behåring. Öcriga tergiter har grå päls, även om den kan vara blandad med ett fåtal upprättstående vita hår på tergit 2. Tergit 5 har dessutom en "kudde" av svart, sammetsaktig päls i mitten. Arten är liten, med en kroppslängd på 8 till 8,5 mm, och en huvudbredd på drygt 3 mm.

## Ekologi och utbredning
Som alla i släktet är Anthophora humilis ett solitärt bi och en skicklig flygare som föredrar torrare klimat. 

## Utbredning
Anthophora humilis förekommer sällsynt vid Egyptens nordkust, där den bland annat påträffats i Nildeltat.